# Euphorbia septemsulcata
Euphorbia septemsulcata là một loài thực vật có hoa trong họ Đại kích. Loài này được Vierh. mô tả khoa học đầu tiên năm 1904.